# Usigliano
Usigliano è una frazione del comune italiano sparso di Casciana Terme Lari, nella provincia di Pisa, in Toscana.

## Storia
Il toponimo prediale – rimandante ad un "Usilius", forse primo colono del posto – richiama una probabile origine etrusco-romana. Sicuramente il toponimo romano-germanico longobardo di Sala denuncia una funzione amministrativa e politica, oltre che economica, in epoca tardo-antica.
Usigliano fu uno dei domini storici dei conti Upezzinghi, che acquisirono le eredità della famiglia Cadolingi intorno al 1100. Il borgo di Usigliano è di origine alto-medievale, documentato per la prima volta in un documento lucchese del 1260 per la presenza della chiesa di San Lorenzo.
Il territorio di Usigliano si estendeva fino alle cave di San Frediano presso Casciana Alta, comprendendo sotto la propria giurisdizione anche la chiesa di San Frediano ivi situata. In queste cave veniva estratta un tipo di pietra tufacea lenticolare, la lumachella, utilizzata comunemente nei pietrami per le porte e finestre del paese. La frazione nel 1833 contava 455 abitanti.
Dopo essere stata per anni frazione di Lari, il 1º gennaio 2014 confluisce nel nuovo comune di Casciana Terme Lari.

## Monumenti e luoghi d'interesse
- Chiesa di San Lorenzo Martire, chiesa parrocchiale della frazione,[4] è stata realizzata nel XVIII secolo di fianco alla chiesa originaria del XIII secolo. La consacrazione avvenne il 1º maggio 1707, ad opera di monsignor Francesco Maria Poggi, vescovo di San Miniato. La piccola cappella situata di fianco alla chiesa è in realtà il nucleo originario dell'edificio documentato nei registri delle chiese della diocesi di Lucca del 1260. L'edificio fu restaurato nel 1312 ed il campanile eretto nel 1686.[5]

- Cappella di San Rocco, piccolo edificio sacro di origine ottocentesca, situato in via della Montanina nella località Sala di Usigliano. Dopo la prima guerra mondiale è stato adibito a sacrario dei contadini usiglianesi morti durante la guerra.[6]

- Palazzo Upezzinghi, imponente edificio situato nella piazza della chiesa, con ampio giardino decorato da sculture.[5]

## Cultura
Presso la frazione omonima è situato l'archivio parrocchiale di Usigliano.

### Musei

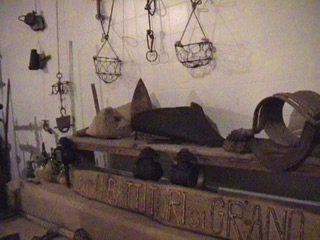
Foto interni del Museo delle attività agricole

A Usigliano è situato il Museo delle attività agricole, fondato nel 2003 per iniziativa della locale associazione Battitori di Grano. Il museo è ospitato nei locali dell'antica fattoria Castelli, un tempo importante struttura economica della nobile famiglia toscana dei Castelli, e si articola in quattro sezioni: la sezione all'aperto, che espone vari attrezzi e macchinari agricoli, la cantina, che ospita vari oggetti legati alla lavorazione del vino, il coppaio, che accoglie attrezzi e schede informative sulla lavorazione delle olive, e il frantoio, che contiene ancora gli antichi attrezzi; a queste si aggiunge la mostra permanente dei "presepi contadini", che raccoglie presepi da tutto il mondo.

Ogni anno, nel mese di luglio, Usigliano ospita la Sagra Usiglianese, ex Sagra delle Pesche, rinomata in tutta la zona.